# Kagoshima
Kagoshima (鹿児島市, Kagoshima-shi) és la capital de la Prefectura de Kagoshima, a l'illa de Kyūshū, al sud-oest del Japó. La citat fou fundada l'1 d'abril de 1889.
Situada en una profunda badia, té un bon port, modern i actiu, dedicat a la pesca, i exporta fusta. La ciutat és anomenada "la Nàpols d'Orient" per la seva localització en una badia, el clima temperat i l'estratovolcà Sakurajima, semblant al Vesuvi. Està agermanat amb Nàpols des de 1960.

## Ciutats agermanades
- Nàpols, Itàlia
- Tsuruoka, Yamagata, Japó
- Perth, Austràlia Occidental, Austràlia
- Changsha, Hunan, Xina
- Miami, Florida, Estats Units